# 10109 Sidhu
10109 Sidhu este o planetă minoră (asteroid), cu un diametru de 9,491 km, din centura de asteroizi. A fost descoperită pe 29 mai 1992 la Observatorul Palomar de Eleanor F. Helin. 
Obiectul prezintă o orbită caracterizată de o semiaxă mare de 2,6651492 UAi, o excentricitate de 0,17, o înclinație de 14,8579 ° în raport cu ecliptica.